# Karen Campbell (écrivain britannique)
Pour les articles homonymes, voir Karen Campbell et Campbell.
Karen Campbell, née en 1967 à Paisley, en Écosse, est une romancière écossaise, auteur de roman policier.

## Biographie
Elle vient à l’écriture en 2008 avec le roman The Twilight Time, traduit en français sous le titre Trottoirs du crépuscule. Ces quatre premiers écrits appartiennent au genre de la procédure policière. Elle abandonne le genre policier après la parution du roman This is Where I Am, l’histoire d’un immigré somalien débarquant à Glasgow.

## Œuvre

### Romans
- The Twilight Time (2008) Publié en français sous le titre Trottoirs du crépuscule, traduction de Stéphane Carn, Paris, Fayard noir, 2013.
- After The Fire (2009)
- Shadowplay (2010)
- Proof of Life (2011)
- This is Where I Am (2013)
- Rise (2015)

## Prix et distinctions notables
- Nomination au Gold Dagger Award 2010 pour le roman Shadowplay.